# Coupe d'Europe de ski alpin 2008-2009
Navigation
Édition précédente Édition suivante
La Coupe d'Europe de ski alpin 2008-2009 est la 38e édition de la Coupe d'Europe de ski alpin, compétition de ski alpin organisée annuellement par la Fédération internationale de ski. Elle se déroule du 4 novembre 2008 au 14 mars 2009 dans vingt-huit stations européennes réparties dans douze pays. Ce sont les autrichiens Karin Hackl et Florian Scheiber qui remportent les classements généraux.

## Déroulement de la saison
La saison débute à Amnéville par un slalom indoor masculin le 4 novembre 2008 et féminin le 5. Elle comporte, après annulations et reports, dix-sept étapes masculines et dix-sept étapes féminines réparties dans douze pays. Les finales ont lieu du 10 au 14 mars 2009 à Crans-Montana.

### Saison des messieurs
| \| Amnéville Landgraaf La Molina Soldeu \| Sites des compétitions en Europe (hors des Alpes) |
| Amnéville Landgraaf La Molina Soldeu                                                         |

| \| Reiteralm San Vigilio Patscherkofel Obereggen Pozza di Fassa Wengen Oberjoch La Thuile Courchevel Les Orres Sarentino Madesimo Monte Pora Tarvisio Crans-Montana \| Les sites des compétitions situés dans les Alpes |
| Reiteralm San Vigilio Patscherkofel Obereggen Pozza di Fassa Wengen Oberjoch La Thuile Courchevel Les Orres Sarentino Madesimo Monte Pora Tarvisio Crans-Montana                                                        |

### Saison des dames
| \| Amnéville Neuss Funäsdalen Trysil Kvitfjell Zakopane Jasná \| Sites des compétitions en Europe (hors des Alpes) |
| Amnéville Neuss Funäsdalen Trysil Kvitfjell Zakopane Jasná                                                         |

| \| Clavières Montgenèvre St-Moritz Schruns Altenmarkt im Pongau Lenzerheide Melchsee-Frutt Caspoggio Courchevel Bischofswiesen Tarvisio Crans-Montana \| Les sites des compétitions situés dans les Alpes |
| Clavières Montgenèvre St-Moritz Schruns Altenmarkt im Pongau Lenzerheide Melchsee-Frutt Caspoggio Courchevel Bischofswiesen Tarvisio Crans-Montana                                                        |

## Classement général
Les vainqueurs des classements généraux sont les autrichiens Karin Hackl et Florian Scheiber. 
| Rang | Nom                    | Points | Victoire(s) | Podium(s) |
| ---- | ---------------------- | ------ | ----------- | --------- |
| 1    | Florian Scheiber       | 727    | 3           | 4         |
| 2    | Bernhard Graf          | 678    | 1           | 4         |
| 3    | Petr Záhrobský         | 563    | 1           | 3         |
| 4    | Philipp Schörghofer    | 528    | 2           | 4         |
| 5    | Hagen Patscheider (it) | 511    | 1           | 4         |
| 6    | Patrick Küng           | 483    | 1           | 3         |
| 7    | Michael Gufler         | 471    | 1           | 4         |
| 8    | Alexander Ploner       | 433    |             |           |
| 9    | Mattias Hargin         | 415    | 1           | 3         |
| 10   | Jukka Leino            | 395    | 1           | 3         |

| Rang | Nom                   | Points | Victoire(s) | Podium(s) |
| ---- | --------------------- | ------ | ----------- | --------- |
| 1    | Karin Hackl           | 700    | 2           | 5         |
| 2    | Nadja Kamer           | 576    | 2           | 5         |
| 3    | Stefanie Moser        | 563    | 1           | 6         |
| 4    | Carmen Thalmann       | 552    | 3           | 6         |
| 5    | Margret Altacher (de) | 548    | 1           | 3         |
| 6    | Karoline Trojer (it)  | 537    | 1           | 1         |
| 7    | Lene Løseth           | 479    | 2           | 3         |
| 8    | Marianne Abderhalden  | 450    | 1           | 4         |
| 9    | Lena Dürr             | 446    |             | 3         |
| 10   | Marion Pellissier     | 417    |             | 3         |

## Classements de chaque discipline
Les noms en gras remportent les titres des disciplines.

### Descente
Les vainqueurs des classements de descente sont l'autrichienne Stefanie Moser et le suisse Patrick Küng. 
| Rang | Nom             | Points | Victoire(s) | Podium(s) |
| ---- | --------------- | ------ | ----------- | --------- |
| 1    | Patrick Küng    | 379    | 3           | 3         |
| 2    | Max Franz       | 332    | 1           | 3         |
| 3    | Tobias Stechert | 270    | 0           | 3         |
| 4    | Stephan Keppler | 260    | 1           | 2         |
| 5    | Jonas Fravi     | 231    |             |           |
| 6    | Bernhard Graf   | 228    |             |           |
| 7    | Joachim Puchner | 224    |             |           |
| 8    | Dominik Paris   | 210    |             | 2         |
| 9    | Vitus Lüönd     | 204    |             | 2         |
| 10   | Marc Gisin      | 198    | 1           | 1         |

| Rang | Nom                   | Points | Victoire(s) | Podium(s) |
| ---- | --------------------- | ------ | ----------- | --------- |
| 1    | Stefanie Moser        | 338    | 2           | 3         |
| 2    | Anne-Sophie Koehn     | 168    |             | 1         |
| 3    | Marianne Abderhalden  | 162    |             | 2         |
| 4    | Clothilde Weyrich     | 158    |             |           |
| 5    | Isabelle Stiepel (de) | 142    | 1           | 1         |
| 6    | Marion Pellissier     | 137    | 1           | 1         |
| 7    | Nadja Kamer           | 129    | 1           | 1         |
| 8    | Karoline Trojer (it)  | 128    |             |           |
| 8    | Margot Bailet         | 128    |             | 1         |
| 10   | Francesca Marsaglia   | 121    |             | 1         |

### Super G
Les vainqueurs des classements de super G sont l'autrichienne Margret Altacher (de) et le tchèque Petr Záhrobský qui remporte l'intégralité des cinq super G de la saison. 
| Rang | Nom                | Points | Victoire(s) | Podium(s) |
| ---- | ------------------ | ------ | ----------- | --------- |
| 1    | Petr Záhrobský     | 500    | 5           | 5         |
| 2    | Florian Scheiber   | 340    | 1           | 4         |
| 3    | Manuel Kramer      | 218    |             | 2         |
| 4    | Bernhard Graf      | 193    |             |           |
| 5    | Olivier Brand (de) | 173    |             | 1         |
| 6    | Matthias Mayer     | 152    |             | 1         |
| 7    | Joachim Puchner    | 125    |             | 1         |
| 8    | Elmar Hofer (de)   | 111    |             |           |
| 9    | Stefan Thanei      | 97     |             | 1         |
| 10   | Matteo Marsaglia   | 94     |             |           |

| Rang | Nom                       | Points | Victoire(s) | Podium(s) |
| ---- | ------------------------- | ------ | ----------- | --------- |
| 1    | Margret Altacher (de)     | 219    |             | 2         |
| 2    | Stefanie Moser            | 202    | 1           | 2         |
| 3    | Nadja Kamer               | 150    | 1           |           |
| 4    | Verena Höllbacher (de)    | 137    |             | 1         |
| 5    | Nicola Schmid             | 132    | 1           | 1         |
| 6    | Lena Dürr                 | 124    |             |           |
| 7    | Kathrin Fuhrer (de)       | 118    |             |           |
| 8    | Mariella Voglreiter (de)  | 110    |             | 1         |
| 9    | Wendy Siorpaes            | 100    | 1           | 1         |
| 10   | Christina Staudinger (de) | 86     |             |           |

### Géant
Les vainqueurs des classements de slalom géant sont l'autrichienne Karin Hackl et l'italien Alexander Ploner. 
| Rang | Nom                 | Points | Victoire(s) | Podium(s) |
| ---- | ------------------- | ------ | ----------- | --------- |
| 1    | Alexander Ploner    | 409    | 2           | 4         |
| 2    | Philipp Schörghofer | 380    | 3           | 3         |
| 3    | Michael Gufler      | 347    |             |           |
| 4    | Jukka Leino         | 340    |             | 3         |
| 5    | Wolfgang Hell (it)  | 293    | 1           | 2         |
| 6    | Christoph Nösig     | 292    |             | 3         |
| 7    | Stephan Görgl       | 271    | 1           | 3         |
| 8    | Florian Scheiber    | 220    |             |           |
| 9    | Fritz Dopfer        | 211    |             |           |
| 10   | Janez Jazbec        | 209    |             |           |

| Rang | Nom                   | Points | Victoire(s) | Podium(s) |
| ---- | --------------------- | ------ | ----------- | --------- |
| 1    | Karin Hackl           | 496    | 3           | 5         |
| 2    | Lene Løseth           | 339    | 1           | 3         |
| 3    | Giulia Gianesini (it) | 247    |             | 1         |
| 4    | Stephanie Köhle       | 240    |             | 2         |
| 5    | Bernadette Schild     | 222    |             |           |
| 6    | Federica Brignone     | 197    |             | 1         |
| 7    | Carmen Thalmann       | 196    |             | 2         |
| 8    | Olivia Bertrand       | 194    | 1           | 1         |
| 9    | Nadja Kamer           | 188    |             |           |
| 9    | Irene Curtoni         | 188    | 1           | 1         |

### Slalom
Les vainqueurs des classements de slalom sont l'allemande Marianne Mair (de) et le suédois Mattias Hargin. 
Pour les femmes comme pour les hommes la saison a comporté deux slaloms indoors qui ne sont pas comptabilisés dans ce classement : voire la section #Slalom indoor.
| Rang | Nom                   | Points | Victoire(s) | Podium(s) |
| ---- | --------------------- | ------ | ----------- | --------- |
| 1    | Mattias Hargin        | 415    | 1           | 2         |
| 2    | Reinfried Herbst      | 380    | 3           | 4         |
| 3    | Urs Imboden           | 276    | 1           | 1         |
| 4    | Giuliano Razzoli      | 270    | 1           | 3         |
| 5    | Patrick Bechter       | 236    | 1           | 1         |
| 6    | Alexandre Anselmet    | 218    |             |           |
| 7    | Aleksandr Khoroshilov | 204    |             | 1         |
| 8    | Kilian Albrecht       | 183    |             | 2         |
| 9    | Hannes Brenner        | 168    |             | 1         |
| 10   | Cody Marshall (it)    | 166    |             |           |

| Rang | Nom                 | Points | Victoire(s) | Podium(s) |
| ---- | ------------------- | ------ | ----------- | --------- |
| 1    | Marianne Mair (de)  | 375    |             | 2         |
| 2    | Christina Ackermann | 350    | 1           | 3         |
| 3    | Denise Feierabend   | 269    | 1           | 1         |
| 4    | Lena Dürr           | 264    |             | 1         |
| 5    | Hailey Duke         | 262    | 2           | 2         |
| 6    | Carmen Thalmann     | 259    |             | 1         |
| 7    | Barbara Wirth       | 229    | 0           | 2         |
| 8    | Rabea Grand         | 200    | 2           | 0         |
| 9    | Katharina Dürr      | 192    |             |           |
| 10   | Irene Curtoni       | 191    |             | 1         |

### Combiné
Les vainqueurs des classements du combiné sont la suisse Jessica Pünchera (de) et l'italien Hagen Patscheider (it). 
| Rang | Nom                    | Points | Victoire(s) | Podium(s) |
| ---- | ---------------------- | ------ | ----------- | --------- |
| 1    | Hagen Patscheider (it) | 160    |             | 2         |
| 2    | Bernhard Graf          | 136    | 1           | 1         |
| 3    | Matteo Marsaglia       | 109    | 1           | 1         |
| 4    | Christian Spescha      | 100    |             |           |
| 5    | Michael Gufler         | 68     |             | 1         |
| 6    | Philipp Schörghofer    | 60     |             | 1         |
| 7    | Florian Scheiber       | 46     |             |           |
| 8    | Marc Gisin             | 45     |             |           |
| 8    | Andrej Jerman          | 45     |             |           |
| 10   | Kurt PittSchieler      | 44     |             |           |

| Rang | Nom                   | Points | Victoire(s) | Podium(s) |
| ---- | --------------------- | ------ | ----------- | --------- |
| 1    | Jessica Pünchera (de) | 260    | 1           | 3         |
| 2    | Margret Altacher (de) | 162    |             | 1         |
| 3    | Marion Pellissier     | 120    | 1           | 1         |
| 4    | Karoline Trojer (it)  | 106    |             | 1         |
| 5    | Nadja Kamer           | 100    | 1           | 1         |
| 6    | Michaela Nösig (de)   | 95     |             |           |
| 7    | Anémone Marmottan     | 86     |             |           |
| 8    | Marianne Abderhalden  | 84     |             | 1         |
| 9    | Carmen Thalmann       | 69     |             |           |
| 10   | Federica Brignone     | 68     |             |           |

### Slalom indoor
Pour les femmes comme pour les hommes la saison a comporté deux slaloms indoors. Les temps de ces deux courses ont été additionnés et à cette addition des deux courses a été attribué des points de manière classique, comme si chaque épreuve était une manche d'une même course. Ces points ne comptent pas pour le classement du slalom, mais comptent dans le classement général.
Les vainqueurs sont l'allemande Katharina Dürr et le norvégien Kjetil Jansrud.
| Rang | Nom                 | Points |
| ---- | ------------------- | ------ |
| 1    | Kjetil Jansrud      | 100    |
| 2    | Christof Innerhofer | 80     |
| 3    | Hans Olsson         | 60     |
| 4    | Alexandre Anselmet  | 50     |
| 5    | Patrick Bechter     | 45     |

| Rang | Nom                | Points |
| ---- | ------------------ | ------ |
| 1    | Katharina Dürr     | 100    |
| 2    | Marianne Mair (de) | 80     |
| 3    | Verena Höllbacher  | 60     |
| 4    | Karen Persyn       | 50     |
| 5    | Anna Fenninger     | 45     |

## Calendrier et résultats

### Messieurs
| N°      | Lieu                   | Date             | Épreuve       | Vainqueur                                      | Deuxième                                       | Troisième                                      |
| ------- | ---------------------- | ---------------- | ------------- | ---------------------------------------------- | ---------------------------------------------- | ---------------------------------------------- |
| 1       | Amnéville              | 4 novembre 2008  | Slalom Indoor | Kjetil Jansrud                                 | Alexandre Anselmet                             | Andreas Romar                                  |
| 2       | Amnéville              | 4 novembre 2008  | Slalom        | Olsson Hans                                    | Pierre Paquin                                  | Stefan Kogler                                  |
| 3       | Landgraaf              | 6 novembre 2008  | Slalom,       | Hans Olsson                                    | Christof Innerhofer                            | Patrick Bechter                                |
| 4       | Reiteralm              | 2 décembre 2008  | Géant,        | Marcel Hirscher                                | Kryštof Krýzl                                  | Christoph Nösig                                |
| 5       | Reiteralm              | 3 décembre 2008  | Slalom,       | Reinfried Herbst                               | Mattias Hargin                                 | Patrick Bechter                                |
| 6       | Reiteralm              | 4 décembre 2008  | Super G,      | Florian Scheiber                               | Petr Záhrobský                                 | Joachim Puchner                                |
| 7       | San Vigilio di Marebbe | 11 décembre 2008 | Géant         | Alexander Ploner                               | Marcus Sandell                                 | Christoph Nösig                                |
| 8       | Patscherkofel          | 17 décembre 2008 | Descente      | Patrick Küng                                   | Bryon Friedman                                 | Max Franz                                      |
| -       | Patscherkofel          | 18 décembre 2008 | Descente      | Épreuve reportée aux Orres le 28 janvier 2009. | Épreuve reportée aux Orres le 28 janvier 2009. | Épreuve reportée aux Orres le 28 janvier 2009. |
| 9       | Obereggen              | 19 décembre 2008 | Slalom        | Reinfried Herbst                               | Manfred Pranger                                | Giuliano Razzoli                               |
| 10      | Pozza di Fassa         | 20 décembre 2008 | Slalom,       | Mattias Hargin                                 | Reinfried Herbst                               | Giuliano Razzoli                               |
| 11      | Wengen                 | 9 janvier 2009   | Descente      | Max Franz                                      | Stephan Keppler                                | Tobias Stechert                                |
| 12      | Wengen                 | 10 janvier 2009  | Descente      | Stephan Keppler                                | Tobias Stechert                                | Jonas Fravi                                    |
| 13      | Oberjoch               | 14 janvier 2009  | Géant         | Philipp Schörghofer                            | Kjetil Jansrud                                 | Wolfgang Hell (it)                             |
| 14      | Oberjoch               | 15 janvier 2009  | Slalom        | Reinfried Herbst                               | Marc Gini                                      | Felix Neureuther                               |
| 15      | Oberjoch               | 16 janvier 2009  | Slalom        | Mattias Hargin                                 | Marc Gini                                      | Michael Janyk                                  |
| -       | La Thuile              | 19 janvier 2010  | Descente      | Épreuves annulées.                             | Épreuves annulées.                             | Épreuves annulées.                             |
| 16      | Courchevel             | 21 janvier 2009  | Slalom        | Thomas Mermillod-Blondin                       | Sandro Viletta                                 | Kilian Albrecht                                |
| 17      | Les Orres              | 28 janvier 2009  | Descente,     | Patrick Küng                                   | Max Franz                                      | Vitus Lüönd                                    |
| 18      | Les Orres              | 28 janvier 2009  | Slalom        | Patrick Küng                                   | Vitus Lüönd                                    | Dominik Paris                                  |
| -       | Les Orres              | 29 janvier 2010  | Combiné       | Épreuves annulées.                             | Épreuves annulées.                             | Épreuves annulées.                             |
| -       | Les Orres              | 29 janvier 2010  | Descente      | Épreuves annulées.                             | Épreuves annulées.                             | Épreuves annulées.                             |
| 19      | Les Orres              | 30 janvier 2009  | Super G       | Petr Záhrobský                                 | Olivier Brand (de)                             | Florian Scheiber                               |
| 20      | La Molina              | 4 février 2009   | Géant         | Philipp Schörghofer                            | Jukka Leino                                    | Alexander Ploner                               |
| 21      | Soldeu                 | 5 février 2009   | Géant         | Philipp Schörghofer                            | Jukka Leino                                    | Stephan Görgl                                  |
| 22      | Soldeu                 | 6 février 2009   | Géant         | Stephan Görgl                                  | Omar Longhi (it)                               | Christoph Nösig                                |
| 23      | Sarentino              | 12 février 2009  | Descente      | Patrick Staudacher                             | Gašper Markič                                  | Dominik Paris                                  |
| 24      | Sarentino              | 12 février 2009  | Combiné       | Bernhard Graf                                  | Hagen Patscheider (it)                         | Michael Gufler                                 |
| 25      | Sarentino              | 13 février 2009  | Super G       | Petr Záhrobský                                 | Manuel Kramer                                  | Matthias Mayer                                 |
| -       | Madesimo               | 17 février 2009  | Slalom        | Épreuve annulée.                               | Épreuve annulée.                               | Épreuve annulée.                               |
| 26      | Monte Pora             | 19 février 2009  | Géant         | Alexander Ploner                               | Stephan Görgl                                  | Tim Jitloff                                    |
| 27      | Monte Pora             | 20 février 2009  | Slalom        | Giuliano Razzoli                               | Cody Marshall (it)                             | Kentarō Minagawa Aleksandr Khoroshilov         |
| 28      | Tarvisio               | 25 février 2009  | Combiné,      | Matteo Marsaglia                               | Hagen Patscheider (it)                         | Philipp Schörghofer                            |
| 29      | Tarvisio               | 26 février 2009  | Super G,      | Petr Záhrobský                                 | Florian Scheiber                               | Stefan Thanei                                  |
| Finales |                        |                  |               |                                                |                                                |                                                |
| 30      | Crans-Montana          | 10 mars 2009     | Descente      | Marc Gisin                                     | Stephan Keppler                                | Tobias Stechert                                |
| 31      | Crans-Montana          | 12 mars 2009     | Super G       | Petr Záhrobský                                 | Florian Scheiber                               | Manuel Kramer                                  |
| 32      | Crans-Montana          | 13 mars 2009     | Géant         | Wolfgang Hell (it)                             | Jukka Leino                                    | Alexander Ploner                               |
| 33      | Crans-Montana          | 14 mars 2010     | Slalom        | Urs Imboden                                    | Hannes Brenner                                 | Kilian Albrecht                                |

### Dames
| N°      | Lieu                    | Date             | Épreuve       | Vainqueur                                                                | Deuxième                                                                 | Troisième                                                                |
| ------- | ----------------------- | ---------------- | ------------- | ------------------------------------------------------------------------ | ------------------------------------------------------------------------ | ------------------------------------------------------------------------ |
| 1       | Amnéville               | 5 novembre 2008  | Slalom Indoor | Katharina Dürr                                                           | Verena Höllbacher (de)                                                   | Karen Persyn                                                             |
| 2       | Neuss                   | 7 novembre 2008  | Slalom Indoor | Katharina Dürr                                                           | Anna Fenninger                                                           | Marianne Mair (de)                                                       |
| 3       | Funäsdalen              | 22 novembre 2008 | Géant         | Karin Hackl                                                              | Veronica Smedh                                                           | Lene Løseth                                                              |
| 4       | Funäsdalen              | 23 novembre 2008 | Slalom        | Frida Hansdotter                                                         | Tii-Maria Romar                                                          | Christina Geiger                                                         |
| 5       | Trysil                  | 26 novembre 2008 | Géant         | Lene Løseth                                                              | Karin Hackl                                                              | Carmen Thalmann                                                          |
| 6       | Trysil                  | 27 novembre 2008 | Slalom        | Carmen Thalmann                                                          | Marianne Mair (de)                                                       | Emelie Wikström                                                          |
| 7       | Kvitfjell               | 29 novembre 2009 | Super G       | Nadja Kamer                                                              | Stefanie Moser                                                           | Marion Allard                                                            |
| 8       | Kvitfjell               | 30 novembre 2009 | Super G       | Nicola Schmid                                                            | Margret Altacher (de)                                                    | Verena Höllbacher (de)                                                   |
| -       | Clavières               | 8 décembre 2008  | Géant         | Épreuve annulée.                                                         | Épreuve annulée.                                                         | Épreuve annulée.                                                         |
| -       | Montgenèvre             | 9 décembre 2008  | Slalom        | Épreuve annulée.                                                         | Épreuve annulée.                                                         | Épreuve annulée.                                                         |
| -       | Saint-Moritz            | 12 décembre 2008 | Descente      | Épreuve annulée, remplacée par Altenmarkt im Pongau le 20 décembre 2008. | Épreuve annulée, remplacée par Altenmarkt im Pongau le 20 décembre 2008. | Épreuve annulée, remplacée par Altenmarkt im Pongau le 20 décembre 2008. |
| 9       | Saint-Moritz            | 13 décembre 2008 | Super G       | Wendy Siorpaes                                                           | Britt Janyk                                                              | Dominique Gisin                                                          |
| 10      | Saint-Moritz            | 14 décembre 2008 | Combiné       | Marion Pellissier                                                        | Jessica Pünchera (de)                                                    | Daniela Merighetti                                                       |
| 11      | Schruns                 | 16 décembre 2008 | Géant         | Karin Hackl                                                              | Stephanie Köhle                                                          | Giulia Gianesini (it)                                                    |
| 12      | Schruns                 | 17 décembre 2008 | Slalom        | Christina Geiger                                                         | Hailey Duke                                                              | Lena Dürr                                                                |
| 13      | Altenmarkt im Pongau    | 20 décembre 2008 | Descente,     | Marion Pellissier                                                        | Marion Allard                                                            | Clothilde Weyrich                                                        |
| -       | Altenmarkt im Pongau    | 21 décembre 2008 | Descente      | Épreuve annulée.                                                         | Épreuve annulée.                                                         | Épreuve annulée.                                                         |
| -       | Altenmarkt im Pongau    | 22 décembre 2008 | Super G       | Épreuve annulée.                                                         | Épreuve annulée.                                                         | Épreuve annulée.                                                         |
| 14      | Lenzerheide             | 6 janvier 2009   | Géant         | Karin Hackl                                                              | Andrea Dettling                                                          | Carmen Thalmann                                                          |
| 15      | Melchsee-Frutt          | 8 janvier 2009   | Slalom,       | Hailey Duke                                                              | Carmen Thalmann                                                          | Barbara Wirth                                                            |
| 16      | Caspoggio               | 12 janvier 2009  | Combiné       | Nadja Kamer                                                              | Margret Altacher (de)                                                    | Jessica Pünchera (de)                                                    |
| 17      | Caspoggio               | 15 janvier 2009  | Descente      | Nadja Kamer                                                              | Stephanie Moser                                                          | Marianne Abderhalden                                                     |
| 18      | Caspoggio               | 16 janvier 2009  | Descente      | Stephanie Moser                                                          | Angelika Grüner                                                          | Anne-Sophie Koehn                                                        |
| 19      | Courchevel              | 19 janvier 2009  | Géant         | Marion Bertrand                                                          | Taïna Barioz                                                             | Agnieszka Gasienica-Daniel                                               |
| 20      | Courchevel              | 20 janvier 2009  | Slalom        | Rabea Grand                                                              | Sandra Gini                                                              | Barbara Wirth                                                            |
| 19      | Götschen-Bischofswiesen | 27 janvier 2009  | Géant         | Regina Mader                                                             | Karin Hackl                                                              | Stefanie Köhle                                                           |
| 20      | Götschen-Bischofswiesen | 28 janvier 2009  | Slalom        | Anna Fenninger                                                           | Marianne Mair (de)                                                       | Therese Borssén                                                          |
| 21      | Zakopane                | 18 février 2009  | Slalom        | Denise Feierabend                                                        | Christina Geiger                                                         | Alexandra Daum                                                           |
| 22      | Jasná                   | 20 février 2009  | Géant         | Irene Curtoni                                                            | Federica Brignone                                                        | Tessa Worley                                                             |
| 23      | Tarvisio                | 24 février 2009  | Combiné       | Jessica Pünchera (de)                                                    | Karoline Trojer (it)                                                     | Marianne Abderhalden                                                     |
| 24      | Tarvisio                | 24 février 2009  | Descente      | Isabelle Stiepel (de)                                                    | Francesca Marsaglia                                                      | Margot Bailet                                                            |
| -       | Tarvisio                | 25 février 2009  | Super G       | Épreuve annulée.                                                         | Épreuve annulée.                                                         | Épreuve annulée.                                                         |
| Finales |                         |                  |               |                                                                          |                                                                          |                                                                          |
| 25      | Crans-Montana           | 11 mars 2009     | Descente      | Stefanie Moser                                                           | Johanna Schnarf                                                          | Marianne Abderhalden                                                     |
| 26      | Crans-Montana           | 12 mars 2009     | Super G       | Stefanie Moser                                                           | Margret Altacher (de)                                                    | Mariella Voglreiter (de)                                                 |
| 28      | Crans-Montana           | 13 mars 2010     | Slalom        | Rabea Grand                                                              | Laurie Mougel                                                            | Irene Curtoni                                                            |
| 27      | Crans-Montana           | 14 mars 2009     | Géant         | Olivia Bertrand                                                          | Lene Løseth                                                              | Ana Drev                                                                 |